# Alfie Hale
Alfie Hale, né le 28 août 1939 à Waterford, est un footballeur international irlandais devenu ensuite entraîneur. Il passe l'essentiel de sa carrière dans le championnat d'Irlande et compte quatorze sélections en équipe nationale irlandaise.

## Biographie

### Carrière de joueur

#### Carrière en club

##### Waterford
Alfie Hale est un des six membres de sa famille à avoir joué pour Waterford. Les cinq autres sont son père, trois de ses oncles et un frère. En quatre périodes distinctes, c'est dans ce club qu'il joue le plus longtemps même s'il a connu huit autres clubs dans sa carrière dans le championnat irlandais et dans le championnat anglais.
Hale fait ses grands débuts avec l'équipe première de Waterford le jour de la Saint-Patrick 1957 à Kilcohan Park contre les Bohemians. Waterford remporte la rencontre 3 buts à 1. Il a 17 ans et il marque son premier but. Après une saison il quitte le club pour un court passage à Cork Hibernians avant de revenir et de s'imposer en marquant 21 buts en deux saisons.

##### En Angleterre
Lors de son second séjour à Waterford, Alfie Hale est sélectionné en équipe d'Irlande olympique. Il participe à la victoire irlandaise sur les Pays-Bas. Son activité au cours de cette rencontre attire l'attention de l'entraîneur d'Aston Villa qui l'embauche pour une somme de 3000 Livres sterling. Le grand club de Birmingham joue alors en première division et Hale n'arrive pas à s'imposer : il ne dispute que cinq matchs en deux saisons. Il signe lors de l'été 1962 alors aux Doncaster Rovers qui joue en quatrième division anglaise. En trois saisons avec les Rovers il joue 119 matchs et marque quarante deux buts. Il signe un quadruplé contre Darlington. Au terme de son contrat il s'engage avec Newport County qui joue dans la même division. Lors de la saison 1965-1966 il joue 34 matchs pour 21 buts marqués.

##### Retour en Irlande
Après six saisons en Angleterre, il retourne à Waterford et va participer à la période la plus glorieuse du club. De 1966 à 1973, Waterford remporte cinq titres de champion d'Irlande en six saisons. Avec Johnny Matthews il devient une des figures centrales du club. En 1972 et 1973 il est deux fois co-meilleur buteur du championnat avec respectivement 22 et 20 buts.
À la fin 2019, il est toujours le 10e meilleur buteur du championnat irlandais avec 153 réalisations.

#### Carrière internationale
Entre  1962 et 1973, Alfie Hale est sélectionné à quatorze reprises en équipe de république d'Irlande de football ; il marque deux buts.
Hale dispute son premier match international alors qu'il est joueur d'Aston Villa le 8 avril 1962. Il est sélectionné pour un  match amical à Dalymount Park contre l'Autriche. L'Irlande perd la rencontre sur le score de trois buts à deux, Charlie Hurley et Noel Cantwell en sont les leaders et Johnny Giles commence à peine sa carrière.
Il inscrit son premier but en équipe nationale le 15 mai 1968, en amical contre la Pologne (score : 2-2 au Dalymount Park). Il marque son second but le 10 novembre 1968, contre l'Autriche, toujours en amical (score : 2-2 au Dalymount Park).
Il reçoit sa dernière sélection le 21 octobre 1973, contre la Pologne, en amical (victoire 1-0 au Dalymount Park).

### Carrière d'entraîneur
Au terme de sa carrière de joueur, Alfie Hale a embrassé la carrière d'entraîneur. En fait ses deux activités se sont chevauchées, car Hale a très tôt joué le rôle d'entraineur-joueur. Dès 1969, lors de son glorieux passage à Waterford il remplit cette tâche.
En tant que pur entraîneur, Hale retourne à Waterford United à deux occasions. Au cours de la première, entre 1982 et 1986, il mène le club à la victoire dans la League of Ireland Cup en 1985 et à la finale de la FAI Cup en 1986. Il revient à la tête du club entre 1991 et 1993 et l'aide alors à accéder à la première division en 1992. En 2005, il retourne brièvement à Waterford United, cette fois en tant que conseiller spécial.
En dehors de Waterford, Hale entraîne plusieurs autres équipes du championnat irlandais. Il a été nommé joueur/manager de Thurles Town en mai 1981, où il entre dans l'histoire en devenant le plus vieux buteur du championnat irlandais et également le seul joueur à avoir marqué dans quatre décennies différentes du championnat. En tant que manager des Cobh Ramblers FC, Hale permet à Roy Keane de faire ses débuts en 1990. Entre 1995 et 1999, il est l'entraîneur de Kilkenny City Association Football Club. Après avoir obtenu la récompense du mérite PFAI à l'issue de la saison 1995-1996, Hale mène en 1997 une équipe comprenant des joueurs comme son neveu Richie, Brendan Rea, Paul Cashin et Pascal Keane, au titre de First Division, ce qui permet au club d'accéder pour la première fois de son histoire à la première division nationale.

## Palmarès
Waterford United
| - Championnat d'Irlande (5) : - Champion : 1967-68, 1968-69, 1969-70, 1971-72 et 1972-73. - Coupe de la Ligue d'Irlande (1) : - Vainqueur : 1968-69. - Top Four Cup (5) : - Vainqueur : 1968, 1969, 1970, 1972 et 1973. |  | - Munster Senior Cup (2) : - Vainqueur : 1965-66 et 1966-67. |